# ديارون فوكس
ديارون فوكس، هو لاعب كرة سلة أمريكي لعب سابقاً في مركز لاعب هجوم خلفي في نادي سكرامنتو كينغز.ويلعب حالياً مع نادي سان أنتونيو سبيرز.

## روابط خارجية
- ديارون فوكس على موقع إن بي أي (الإنجليزية)
- ديارون فوكس على موقع سبورتس رفرنس (الإنجليزية)
- ديارون فوكس على موقع كرة السلة الأوروبية.كوم (الإنجليزية)
- ديارون فوكس على موقع إي إس بي إن.كوم (الإنجليزية)
- ديارون فوكس على موقع كلية كرة السلة في سبورتس رفرنس.كوم (الإنجليزية)
- ديارون فوكس على موقع ريلجم (الإنجليزية)
- ديارون فوكس على موقع بروبوليرز (الإنجليزية)